# バトゥミ国際空港
バトゥミ国際空港（グルジア語: ბათუმის საერთაშორისო აეროპორტი、英語: Batumi International Airport）は、ジョージア・アジャリア自治共和国の首都であるバトゥミの空港。また、トルコの都市であるホパにも近く、その玄関口としても利用されている。

## 就航航空会社
| 航空会社                   | 就航地                                                       |
| -------------------------- | ------------------------------------------------------------ |
| Ata航空                    | テヘラン                                                     |
| ベラヴィア                 | ミンスク                                                     |
| ジョージアン・エアウェイズ | アルビール（季節運航）、モスクワ（ドモジェドヴォ）、トビリシ |
| イラク航空                 | スレイマニヤ                                                 |
| ペガサス航空               | イスタンブール（サビハ・ギョクチェン）                       |
| ターキッシュ エアラインズ  | イスタンブール（アタテュルク）                               |
| S7航空                     | モスクワ（ドモジェドヴォ）（季節運航）                       |
| ウクライナ国際航空         | キエフ（ボルィースピリ）（季節運航）                         |